# Abraxas wassuensis
Abraxas wassuensis là một loài bướm đêm trong họ Geometridae.